# District de Tirap
Le district de Tirap est un des 16 districts de l'Arunachal Pradesh.
En 2011, sa population était de 111 997 habitants. Il s'étend sur 2 362 km2.
Son chef-lieu est la ville de Khonsa.

## Situation
Il est entouré par le district de Changlang, le Nagaland, l'Assam et la Birmanie.